# Дебют Эльшада
Дебют Эльшада (талышская защита) — шахматный дебют, начинающийся, как правило, с ходов 1.c2-c3 d7-d5 2. Фd1-a4+. Также существуют и другие варианты. Основным мотивом является продвижение пешек на поля c3 и d3, Фианкеттирование белопольного слона путём h3 g4 Сg2, и дальнейший перевод коня b1 через поле d2 на королевский фланг.
Классифицируется к фланговым неправильным началам. Был предложен в 1975 году шахматистом Эльшадом Мамедовым. Большинство шахматных движков не определяют дебют Эльшада как самостоятельный дебют, в основном он классифицируется как Сарагосское начало. Также дебют не имеет своего ECO, а относится к ECO Сарагосского начала (A00). В 2017 году появился первый анализ дебюта, который был описан в книге Игоря Немцева «Дебют Эльшада или универсальный репертуар для быстрых шахмат и блица».
Дебют Эльшада опровергается современной дебютной теорией и считается некорректным началом.
Дебют Эльшада редко применяется в профессиональных соревнованиях на гроссмейстерском уровне, однако входит в репертуар Дубова. В частности, Дубов, используя этот дебют, победил Крамника, и сыграл в ничью с Иваном Ивановичем Бочаровым.